# Nematodosi
Una nematodosi és una helmintosi per nematodes que, juntament amb les cestodosis (infestacions per cestodes), són molt freqüents en humans, sobre tot en regions tropicals i en vies de desenvolupament; la majoria reben molt poca atenció per part dels països rics i cauen dins la categoria de malalties tropicals desateses. Per exemple, s'estima que, probablement, un quart de la població mundial està infectada d'ascariosi, amb taxes del 45% a Amèrica Llatina i del 95% en parts d'Àfrica.

Defuncions per nematodes intestinals el 2012 per milió de persones. Estadístiques de l'OMS, agrupades per decils.
0-0
1-1
2-2

## Principals nematodosis
| Nom             | Agent causal                         | Hostes                   | Símptomes                                                     |
| --------------- | ------------------------------------ | ------------------------ | ------------------------------------------------------------- |
| Ancilostomosi   | Ancylostoma duodenale                | Humà                     | Anèmia ferropènica                                            |
| Anisakiosi      | Anisakis spp.                        | Peixos, mamífers; humans | Dolor abdominal, nàusees, vòmits                              |
| Ascariosi       | Ascaris lumbricoides                 | Humà                     | Asimptomàtica                                                 |
| Capil·lariosi   | Capillaria spp.                      | Humà                     | Diarrea, deshidratació                                        |
| Dirofilariosi   | Dirofilaria immitis                  | Gos                      | Aturada cardíaca                                              |
| Dracunculosi    | Dracunculus medinensis               | Humà                     | Nòduls i úlceres cutànies                                     |
| Elefantiasi     | Wuchereria bancrofti i Brugia malayi | Humà                     | Inflamacions extremes de les cames                            |
| Enterobiosi     | Enterobius vermicularis              | Humà                     | Picor anal                                                    |
| Estrongiloïdosi | Strongyloides stercoralis            | Humà                     | Alteracions cutànies, dolor abdominal, diarrea, pèrdua de pes |
| Loaosi          | Loa loa                              | Humà                     | Inflamacions; sovint asimptomàtica                            |
| Oncocercosi     | Onchocerca volvulus                  | Humà                     | Ceguesa                                                       |
| Toxocarosi      | Toxocara spp.                        | Gos, gat; humà           | Ceguesa                                                       |
| Tricuriosi      | Trichuris trichiura                  | Humà                     | dolor abdominal, cansament, diarrea, anèmia                   |
| Triquinosi      | Trichinella spiralis                 | Humà, porc               | diarrea, dolors musculars, debilitat                          |